# Honda E07A
Para información a cerca de motores de serie E de las décadas 1970 y 1980 véase Honda E series
El E07A es una familia de motores gasolina de 3 cilindros diseñando por Honda, con una cilindrada de 656 cc. El motor está diseñado para aplicaciones de vehículos Kei car. El E05A y E07A fueron reemplazados por los motores de serie P.
El E07A está basado en los motores de serie EH, que son motores SOHC de 2 cilindros. Al igual los motores de serie D, giran hacia la izquierda visto desde el lado de la correa de distribución. El motor estaba disponible con un carburador tipo venturi controlado por un ordenador (PGM-CARB) o una versión inyección PGM-FI.
Utilización una culata con diseño de flujo cruzado, las válvulas de admisión y de escape se abren y cierran por el brazo basculante impulsado por una correa de distribución del árbol de levas. Los dos válvulas de admisión y dos de escape están colocadas a cada lado de la bujía de encendido que está montada en la parte superior central de la cámara de combustión. El bloque de cilindros y diámetro interior del cilindro están hechos de aluminio fundido a presión, así como las cubiertas de la válvula y el colector de aceite. 

## E05A (PGM-CARB)
- Encontrado en:
  - Honda Today 1988-1993
  - Honda Acty 1989-1995
    - SOHC 12 válvulas carburador
    - Cilindrada: 547cc
    - Diámetro × Carrera: 62.5 × 59.5 mm
    - Potencia: 26 kW (35 hp) @ 6,500 rpm
    - Par: 44 N·m (4.5 kg·m) @ 5,200 rpm

## E05A (PGM-FI)
- Encontrado en:
  - Honda Today 1988-1998
  - Honda Acty 1996
    - SOHC 12 Válvulas PGM-FI
    - Cilindrada: 547cc
    - Diámetro x Cilindrada (mm): 62.5 × 59.5
    - Potencia: 32 kW (43 hp) @ 8,000 rpm
    - Par: 45 N·m (4.6 kg·m) @ 4,500 rpm

## E07A: Especificaciones básicas
- Encontrado en:
  - Honda Today
  - Honda Beat
  - Honda Life
  - Honda Acty
  - Honda Z
    - 3 cilindros, refrigerado por agua
    - Combustión por gasolina
    - Cilindrada: 656cc
    - SOHC Mecanismo movido por correa accionando 2 válvulas de admisión y dos de escape
    - Diámetro x Cilindrada: 66.0 × 64.0 mm
    - Tres versiones de los sistemas de suministro de combustible: 
      - Carburador (PGM-CARB)
      - Inyección de combustible (PGM-FI)
      - MTREC (Multi Throttle Responsive Engine Control)

### E07A (PGM-CARB)
- Honda Today (JA2)
  - SOHC 12 Válvulas Carburador
  - Cilindrada: 656cc
  - Diámetro x Cilindrada: 66.0 × 64.0 mm
  - Potencia: 31 kW (42 hp) @ 6,000 rpm
  - Par: 53 N·m (5.4 kg·m) @ 5,000 rpm

### E07A (PGM-FI)
- Honda Today (JA4)
  - SOHC 12 Válvulas PGM-FI
  - Cilindrada: 656cc
  - Diámetro x Cilindrada: 66.0 × 64.0 mm
  - Potencia: 43 kW (58 hp) @ 6,300 rpm
  - Par: 57 N·m (5.8 kg·m) @ 5,500 rpm

### E07A (MTREC)
Con el fin de extraer potencia más alta de un motor atmosférico, Honda modificó el E07A con un sistema MTREC (Multi Throttle Responsive Engine Control), colocando mariposas individuales para cada uno de los tres cilindros. El sistema modifica la relación aire-combustible de los cilindros individuales basado en las RPM para dar una respuesta del acelerador directa al mismo tiempo que mantiene un ralentí estable.
- Honda Beat (PP1)
- Honda Today (JA4)
  - SOHC 12 Válvulas MTREC
  - Cilindrada: 656cc
  - Diámetro x Cilindrada (mm): 66.0 × 64.0
  - Potencia: 47 kW (63 hp) / 8,100 rpm
  - Par: 60 N·m (6.1 kg·m) / 7,000 rpm

## E07Z

### E07Z
- Encontrado en:
  - Honda Acty truck (HA6/7)
  - Honda Acty van (HH5/6)
  - Honda Vamos / Honda Vamos Hobio (HM1/2)
  - Honda Vamos Hobio (commercial grade HJ1/2)
  - Honda Life (JB1/2)
  - Honda Z (PA1)
  - Honda That's (JD1/2)
    - SOHC 12 Válvulas PGM-FI
    - Cilindrada: 656cc
    - Diámetro x Cilindrada: 66.0 × 64.0 mm
    - Potencia: 39 kW (53PS) @ 7,000 rpm
    - Par: 61N m (6.2 kg m) @ 4,000 rpm (HM2 Honda Vamos)

### E07Z (turbo version)
- Encontrado en:
  - Honda Vamos/Vamos Hobio  (HM1/2)
  - Honda Life Dunk (JB3/4)
  - Honda Z (PA1)
  - Honda That's (JD1/2)
    - SOHC 12 Válvulas turbo PGM-FI
    - Cilindrada: 656cc
    - Diámetro x Cilindrada: 66.0 × 64.0 mm
    - Potencia: 47 kW (64PS) / 6,000 rpm
    - Par: 93N m (9.5 kg m) / 3,700 rpm (HM1 Vamos)

### S07A (Earth Dreams)
- Encontrado en:
  - Honda N-One Van
  - Honda N Box
    - DOHC 12 Válvulas PGM-FI
    - VTC (continuous variable valve timing)
    - Cilindrada: 656cc
    - Diámetro x Cilindrada: 64.0 × 68.2 mm
    - Potencia: 43 kW (58PS) / 7,300 rpm
    - Par: 65N m (6.6 kg m) / 3,500 rpm
    - Compresión: 11:2:1

### S07A Turbo (Earth Dreams)
- Encontrado en:
  - Honda Beat (2014+)
  - Honda N-One
  - Honda N Box
    - DOHC 12 Válvulas PGM-FI
    - VTC (continuous variable valve timing)

  - Turbo
    - Cilindrada: 656cc
    - Diámetro x Cilindrada: 64.0 × 68.2 mm
    - Potencia: 47 kW (64PS) @ 6,000 rpm*
    - Par: 104N m (10.6 kg m) @ 2,600 rpm
    - Compresión: 11:2:1

## ECA1

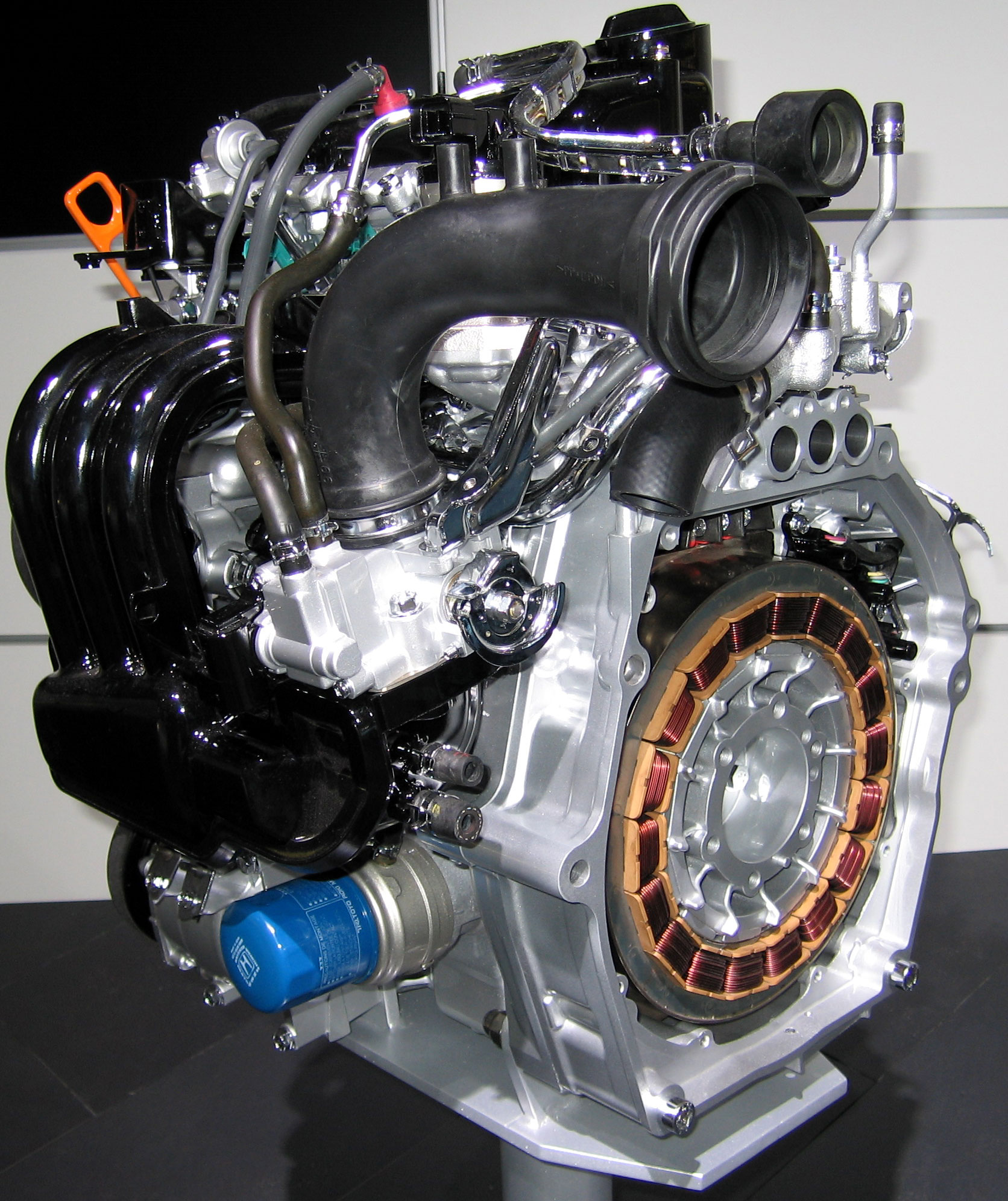
Motor ECA1 con sistema IMA

El motor ECA1 fue utilizado por en el Honda Insight de primera generación, que además lleva incorporado el sistema IMA (Integrated Motor Assist) de accionamiento híbrido gasolina-eléctrico. Es un motor de tres cilindros con 995cc de cilindrada y cuenta con una culata SOHC de 12 Válvulas. El motor produce una potencia de 68 CV (50 kW) @ 5.700 rpm y un par de 67 lb·ft (N·m) of Par @ 4800, complementada en diversas circunstancias por un imán permanente de 10 kW del motor eléctrico de corriente continua añadiendo 8 CV (6.0 kW) y 16 lb·ft (22 N·m) a lo largo de todo el rango de rpm.
- Encontrado en:
  - Honda Insight (ZE1) 2000-2006
    - SOHC 12 Válvulas VTEC PGM-FI
    - Cilindrada: 995cc
    - Diámetro x Carrera: 72.0 × 81.5 mm
    - Potencia: 67 hp (50 kW) (70PS) @ 5,700 rpm
    - Par: 92N m (9.4 kg m) @ 4,800 rpm

- Datos: Q5892440